# Frântură de limbă

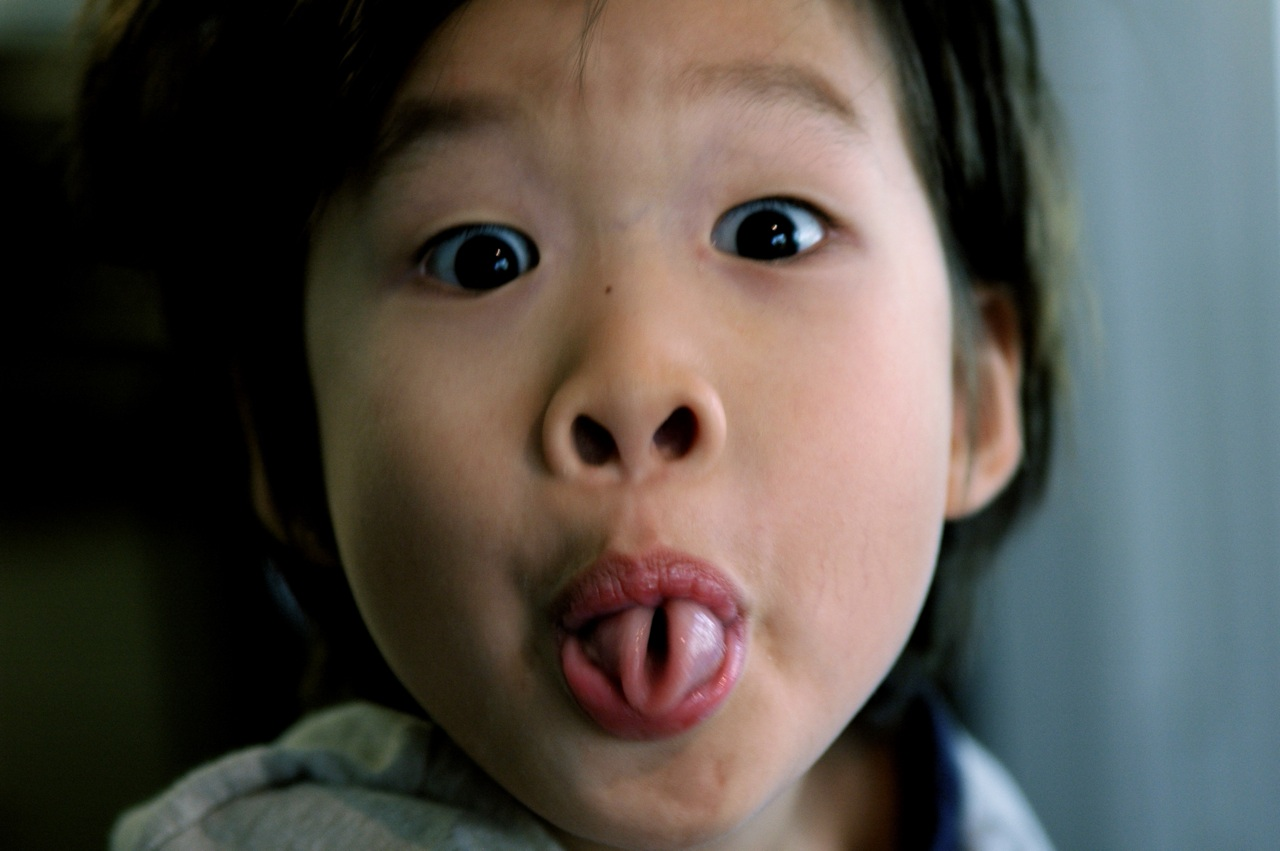
Încurcătură de limbă

Frîntură de limbă, numită și „frământare de limbă”, „încurcătură de limbă”, „îmbârligătură de limbă” și „scrântitură de limbă”, descrie vorbirea, fraza încâlcită, formată dintr-un șir de cuvinte greu de rostit.
Dificultatea constă în a rosti grupuri fonetice cu articulare complicate, mai ales în repetarea lor la distanță mică, cu câte o ușoară variație. Jocurile fonetice românești se bazează în special pe rostirea alternată a oclusivelor și a vibrantei r.
Sintagma frământare de limbă are un iz arhaic și popular, datorat substantivelor frământare și frântură (frângere), și este înregistrată de Dicționarul Academic (DA, litera F, 1934) cu definiția: „fraze încâlcite, alcătuite numai din combinațiuni de cuvinte greu de rostit, cu spunerea cărora (repede și fără greșeală) se ia la întrecere tineretul, pe la șezători”. În DEX (ed. 1996) sintagma frântură de limbă este descrisă: „vorbire încâlcită, p[rin] ext[ensie] frază încâlcită, alcătuită din cuvinte greu de rostit”. 
Denumiri în alte limbi: 
- engleză tongue-twister
- neerlandeză tongbrekers
- franceză virelangue
- italiană scioglilingua
- germană Zungenbrecher
- greacă γλωσσοδέτης (glossodetis)
- maghiară nyelvtörő
- ucraineană cкоромовка (skoromovka)
- rusă cкороговорка (scorogovorka)
- turcă tekerleme
- spaniolă trabalengua
- suedeză tungvrickare, tungvrickningsramsa
- finlandeză kielivoimisteluloru, sanahirviö

## Exemple

### Litera  A
- Armura arămie a asprului atrid Agamemnon, atîrnată asupra altarului antic, atrăgea așadar atenția armatorilor anatolieni, amici ai anticelor armate arhaice, așteptînd atenuarea ațîțărilor anarhice ale aprigului Ahile.

- Oaia aia e a ei, eu i-o iau. (Frază formată numai din vocale.)

- Tam tam-tam Hipopotam / S-a-ngrășat un kilogram / De la pîine cu salam / Tam Tam-tam cel dolofan / A spart cana și-un borcan.

- Acele fete au pus acele-n pernițe.

### Litera B
- Berbecul Becu înșuruba becul.

- Balaban Bălăbănescu bîlbîiește bîlbîituri bîlbîite pe negîndite.

- Bunul bunel ne-mbunează cu bomboane bune.

- O babă bălană mănîncă o banană babană.

- Bucură-te cum s-a bucurat Bucuroaia cînd s-a întors Bucurel bucuros de la București.

- Bucur și Bucura se bucura că Bucurel e bucuros în București.

- Boul breaz bîrlobreaz în vacile bîrlobrezene, cu greu a dezbîrlobrezit breazul boilor bîrlobrezeni!

- Bob breaz bîrlobreaz / Din boii bîrlobrezenilor / Nu e anevoie de a zice: / Bou breaz bîrlobreaz / Din boii bîrlobrezenior; / Ci e nevoie de a dezbîrlobrezi / Bou breaz bîrlobreaz / Din boii bîrlobrezenilor.

- Brad si Bard au văzut un leopard.

- O barză brează face zarvă pe-o varză.

- Bubulina, gospodina, macină pînă se termină făina! Bubulina, gospodina, nu-ți dă pace pînă nu face ce-ți place!/ Bubulina, gospodina, gătește pîn' se stinge lumina.

### Litera C
- Cărămidarul cărămidărește cu cărămida cărămidarului din cărămidărie.

- Colo-n vale pe-un pietroi stă o codobatură și un codobăturoi, codobăturoiu codobăturește codobatura, codobatura nu poate codobături codobăturoiu...

- Un codobăturoi a putut sa codobăturească pe o codobăturiță, dar o codobăturiță nu a putut să codobăturească un codobăturoi.

- Un caricaturist a caricaturizat o caricatură.

- Un caricaturist care caricaturizează caricaturi caricaturistice nu poate caricaturiza caricatura sa.

- Un caricaturist a caricaturizat o caricatură. Poți tu să caricaturizezi caricatura caricaturizată de acel caricaturist?

- Cred c-ai spus c-ai doi cai.

- Duc în bac sac de dac, aud crac, o fi rac? O fi drac? Face pac, aud mac, aud oac, nu e rac, nu-i gîndac, nu e cuc, nu-i brotac, îl apuc, îl hurduc. E tot drac.

- Pe cap un capac, pe capac un ac.

- Cînd am zis c-am zis c-om zice, că tu zici c-am zis c-om zice, nici n-am zis c-am zis c-om zice, da tu zici c-am zis c-om zice.

- Nici n-a zis și zici c-am zis, cînd oi zice chiar oi zice ca să zici c-am zis ce-oi zice.

- Cine a zis că am zis că-i zice? Eu n-am zis și nici n-oi zice. Cînd voi zice atunci să zică, c-am zis eu c-am zis că-i zice.

- De ce-ai zis tu c-am zis eu c-a zis ăla nu știu ce? N-am zis ș-ai zis c-am zis. Cînd oi zice tot oi zice, ca să zici c-am zis c-oi zice.

- Tot am zis și-am zis c-oi zice, dar de zis tot zice-oi, să nu zici c-am zis c-oi zice.

- Tăt am zîs c-am zîs c-oi zîce, da’ dă zîs io tăt n-am zîs. Da’ dă zîs io tăt oi zîce, ca să știu c-am zîs c-oi zîce

- Nici n-a zis și zici c-am zis, cînd oi zice, chiar oi zice ,ca să zici c-am zis ce-oi zice.

- Creață isteață, zîmbitoare și glumeață, scandează cu dicție fără interdicție fel de fel de poezii - azurii - cu copii și făclii, pe hîrtii, mii și mii apoi pe-un cal merg la bal triumfal.

- Arhiepiscopul din Constantinopol a încercat să se dezarhiepisconstantinopolizeze.

- Capra neagră calcă-n clinci. Clinciul crapă-n cinci, crape capul caprei-n cinci, precum a crăpat clinciul-n cinci.

- Capra neagră calca-n clinci,/ Crăpa-i-ar capu caprii-n cinci/ Cum a călcat capra-n clinci.

- Capra calcă piatra. Piatra crapă-n patru. Crăpa-i-ar capul caprei precum a crăpat piatra-n patru.

- Capra neagră-n piatră calcă, cum o calca-n patru crapa! Crapă capul caprii-n patru, cum a crăpat piatra-n patru!

- Capra paște lîngă casă, capu caprii crape-n șase!

- Capra noastră n-are lapte, crăpa-i-ar coarnele-n șapte!

- Cărămidarul cărămidărește pe cărămidăreasă, dar cărămidăreasa nu poate cărămidări pe cărămidar.

- Pînă cînd a cărămidărit cărămidarul pe caramidăriță, a cărămidărit cărămidarița pe cărămidar la fel cum ar fi vrut cărămidarul să cărămidărească pe cărămidăriță.

- O coropișniță și-un coropișnițoi se coropișniteau la noi pe gunoi. Nu coropișnița coropișnițea pe coropișnițoi, ci coropișnițoiul coropișnițea pe coropișniță.

- Cîntecul cîntat de cîntăreață încîntătoare încînta cîntărețul încîntat de cîntarea cîntăreței.

- Un cocostîrc s-a dus la descocostîrcărie, unde se descocostîrcăreau și alți cocostîrci nedescocostîrcăriți, ca să se descocostîrcărească de cocostîrcăria lui.

- Cocostîrcărel s-a dus la cocostîrcărie să se descocostîrcărească de cocostîrcăroaica lui.

- Constantin Constantinevicescovici

- Cupa cu capacul lacătelor rococo cotcodăcea croncănind clocotitor.

- Dă-mi un pic de pic să pic pe picătura de pe plic.

- Ceea ce cerea celebrul Cicero celor cinci sute cincizeci și cinci de ciraci ai săi.

- Cerce cei ce cer cercei.

- Ciubotarul  are o ciubotărie  unde ciubotărește ciubote și ciuboțele.

- Cel ce știe că nu știe nimic știe mai mult decît cel ce nu știe că nu știe nimic.

- Croitorul croiește și coase rochii pentru croitoreasă.

- Ochii lui Chirică privesc chitara prin ochelari.

- Un căscat cu cască cască lîngă cascadă.

### Litera D
Duminica dis de dimineata dusei Danei Dobrescu, desenatoare, doua dalii. Dadusem demult daruri : dactilografei Dida Dumitrescu dousprezece din dantelele dadei. Dansa depana deoparte. Dionisie Dumitrescu – durduliu, dumnealui! – dispus, dadea din damigeana : detinea deja…diploma de doctor. Din decembrie dirija directie de drumuri Dolj. Duseram diverse discutii. Destept director! Dida Dumitrescu, dezamagita dar dezinteresata, detalie discret durerea dispecerului Dan Dinca. Dansul domicilia deasupra dumnealor.
- Deceptionat, declara Dida Dumitrescu – Dan Dinca divorteaza de Doina, dansatoare, deoarece dumnealui dormind, dumneaei – deochiata! – dornica de distractii, disparea destul de des din domiciliu.
- Dezgustator decor! Dusmanos destin!
- Da, destul de dureros! Desi dominase dumneaei de multe ori, degeaba! Demoralizat, Dinca divorteaza. Dispretuieste dezmatul Doinei, desi divinizeaza desfatarile dumneaei. Dansa, diabolica, desi denumita “diafana” de diversi, defaima dragostea domnului Dan.
Dana Dobrescu – divina duduca!
…Deodata, douasprezece?! Dimpreuna dejunaram.
Deosebit de delicata, de draguta Dida Dumitrescu da demancare : dovlecei, drob, diferite delicatese. Degustaram din damigeana.
- Delicios dejun!
- Da!
Dupa dejun dansaram destul. Dadui dovada de dragalasenie. Declarai dragoste, devotament Didei, domnului Dionisie, domnisoarei Dana. Domina dispozitia.
Dick, dulaul dumnealor, dormea dus.
Domiciliind departe, dinspre deal, disparui destins. Distractiva duminica!
- Domnule director, doamna Dida Drăgan dorește două dude din dudul dumneavoastră de dincolo de drum.

- Domnule Dudău, dă-mi două dude din dudul dumitale de dincolo de drum!

- Doisprezece cocostîrci pe casa lui Kogălniceanu.

- Danilă îi dă lui Nilă dalta dată de Daniela ca să dăltuiască-n dale dalii dantelate.

- Dragă Doamne, Dumnezeul dumnezeilor, Domnul domnilor, Domnitorul domnitorilor, dă dragoste și duh de dărnicie, de descoperire, de dumnezeire dornicilor doritori de daruri divine!

- Domnule Dudescu, dați-mi două dude din dudul dumneavoastră de dincolo de drumul dinspre Dudești.

- Domnule dudar, dă-mi două dude dulci din dudul dumitale de dincolo de Dunăre!

- Dacă și cu Parcă se plimbau într-o barcă. Dacă Dacă nu era, Parcă parcă se-neca.

- Dacă și cu Oare s-au dus să se-nsoare. Dacă Dacă nu era, oare Oare se-nsura?

- Didon dîna, dit-on, du dos d'un dodu dindon. („Se spune că Didon se ospăta din tîrtița unui curcan gras”)

### Litera F
- Florin s-a dus la florărie să cumpere de la florăreasă flori pentru Florica.

- Fata are flori pe prispă, prispa are flori, fata are flori pe prispă, prisma are flori.

- Fata fierarului fierbe fasole fiartă fără foc fiindcă focul face fum.

- O mierliță fuflendiță fuflendi-fuflendăriță nu poate să fuflendească fuflendi-fluflendăreasacă pe mierloiul fuflendoiul fuflendi-fluflendăroiul. Dar mierloiul fuflendoiul fuflendi-fluflendăroiul poate ca să fuflendească fuflendi-fluflendăreasacă pe mierlița fuflendița fuflendi-fuflendăriță.

- Fofiță fondofirliță, forofifo-fenderliță și fifoi fondofirloi, forofifo-fenderloi.

- Florica, fata fostului funcționar, face fasole fiartă fără foc, fiindcă focul face fum.

- Fata fierarului Fănică face fasole frecată fără foc, fiindcă focul face fum.

- Fata-i fată pînă-i fată și cînd fată, fata fată.

- Fata fostului funcționar francez fierbe fasolea fără foc, fiindcă focul face fum.

- Florica Firea, fata fostului fochist Fănică Florea, face fasole fiartă fără foc, fără fum, fiindcă focul face fum.

- Fusu-i ici, fusu-i colea, fusu-n poală la lelea.

- Ia ai! Ca să-l ai la fusai! Folosindu-l, n-ai să ai bai nici la foale, nici la mai! (în Aredeal: foale "stomac", mai "ficat")

- Cum s-a întîmplat că regelui îi fu frică de a-i fi frică și cum s-a întîmplat că lui Chicot îi fu frică de a nu-i fi fost frică. (Al. Dumas, Doamna de Monsoreau)

- Fluture pe masă, fluture pe casă, fluture prin casă, fluturi pe toți p-ai noștri, pre ăi din casă.

### Literele G, J
- Lîngă un gard gînsacul și gîsca gîgîie îngîndurați: ga-ga-ga, ga-ga-ga!

- Gîndindu-mă că te gîndești / Că mă gîndesc la tine, / Gîndește-te că mă gîndesc / Că te gîndești la mine.

- Paragarafaramus, cînd te vei dezoriginaliza? Mă voi dezoriginaliza cînd cel mai original dintre originali se va dezoriginaliza. Dar, cum cel mai original dintre originali nu se va dezoriginaliza, nici regele Paragarafaramus nu se va dezoriginaliza.

- Geamgiii geamurilor geologic germinate cotonogeau cu triajele gergevelelor.

- Am o vîjîietoare care vîjîie ca un avion vîjîietor. Vîjîie tare vîjîietoarea, dar mai tare vîjîie avionul vîjîietor.

- Eu mă joc în cojoc, / Dar deodată aud: poc! / Mi s-a rupt cojocul, / Se vede mijlocul!

### Litera H
- Horia are-n harbuzărie harbuji. Harbujii din harbuzăria lui Horia sînt hrănitori.

- Hrib fiert, hrib fript, hrib nefript, hrib nefiert, tot una-i.

- Hangiul si hangița au un han cît un an!

### Litera L
- Luni la lumina lumînării luminată de lună prin luminator i-a luminat o luminiță în lumina ochilor.

- Lumînările leliței Leonora legalizaseră rămurelele lalelelor liliachii.

- Un bal fără egal cu final fatal la un halal carnaval estival cu scandal epocal dintr-un opal oval, pal, real și natural, fără rival, egal și actual.

### Litera M
- Cîțiva melci-codobelci au fost la un meci.

- Mormolocii momiți mimetic comemoraseră ramificațiile milimetrice înmagazinînd endometacinul lucidității memorialisticii înmărmurite numismatic.

- Un băiat cu minte nu minte, ci cu minte cumințește celui care minte.

- “D-na Smith: Nu mușca de undeva!

Dl. Martin: Nu mișca de undeva!
Dl. Smith: Nu mușca de unde miști, nu mișca de unde muști!
D-na Martin: Musca mișcă!
D-na Smith: Mișcă musca!
Dl. Martin: Muști mișcați!
Dl. Smith: Muștele mușcă mușcata!
D-na Martin: Musca mușcă mușcata ta!
D-na Smith: Mușca-ți-ar musca mușchiul!
Dl. Martin: Domnule Smith, ești mușchiul mușcat!
Dl. Smith: Domnule Martin, mustul mustește!
D-na Martin: Doamnă Smith, muștele mustesc în mușchiul mușcat.
D-na Smith: Doamnă Martin, mușcă musca mușcată, mușchiul mustește.” (Eugen Ionescu, Englezește fără profesor)

### Litera P
- Pipotele priponite în panoplia paralelipipedelor pompau pipăind pampoanele laptopurilor.

- Patrusprezece pritocitori într-o pritocitorică mică!

- Primprejur plimbările prin ploaie prilejuiesc plăceri proprietarilor provinciali.

- E pestriță prepelița pestriță, dar mai pestriți sunt puii prepeliței pestrițe.

- Preaplecat primesc poruncă

Privind punga prea plinuță,
Pizmuind pe prințul pașă
Pentru piatra perlă prinsă.
- Pili-aș cu pila lungă, pila-n pungă, punga-n pilă.

- Papucarul papucărește papucii nepapucăriți ai papucăresei, dar papucăreasa nu poate papucări papucii nepapucăriți ai papucarului care papucărește papuci nepapucăriți.

- Eu pup poala popii, popa pupă poala mea.

- Agățați-ai poamele calului de poalele podului.

- Pila-n pungă, punga-n pilă, pilalău cu pila lungă pilește pila pilii cu pila lungă pe

dungă pilii, până când punga-n pilă a pilit pila pilită-n dungă.
- Paradimetilaminoanzobenzensurfonic.

- O găină porumbacă

În porumbar s-a urcat,  
În porumbar, porumbaca  
Tot porumbul a mîncat.  
- Am o prepeliță pestriță cu paisprezece pui de prepeliță pestriți. E mai pestriță prepelița pestriță decît cei paisprezece pui de prepeliță pestriți, iar mai pestriț decît prepelița cea mai pestriță este prepelițoiul cel pestriț.

- Pimpirel cu pila lungă

Și-a pilit pila pe pungă
Punga-n pilă,
Pila-n pungă
Pimpirel cu pila lungă ! 
- Pila-n pungă, punga-n pilă, pilalău cu pila lungă pilește pila pilii cu pila lungă pe

dunga pilii pînă cînd punga-n pilă a pilit pila pilită-n dungă. 
- Are-o plasă și nu-i pasă.

- Patzi-petzi-pitzi-potzi.

- Pitulicea pitică s-a pitulat.

- Puiul de găină se vindecă, dacă ia as-piri-piri-pirină.

- O albă pisică miroase sipică pentru insomnie.

- O pită lipită, două pite lipite, trei pite lipite, patru pite lipite, cinci pite lipite, șase pite lipite, șapte pite lipite, opt pite lipite, nouă pite lipite, zece pite lipite.

### Litera R
- Rică nu știa să zică "râu, rățușcă, rămurică". Dar de când băiatu-nvață poezia despre rață, Rică a-nvățat să zică "rîu, rățușcă, rămurică".

- Un oarecare cărturar cronicar, originar de oriunde, face o înfiorătoare parafrazare.

- Rar morar fără mărar, morăriță și mai rar.

- Răsărita s-a trezit la răsăritul soarelui și i-a zis răsărita soarelui: "Știi că sora soarelui pe pămînt e floarea-soarelui?"

- Un rîs s-a luat la-ntrecere cu alt rîs care a rîs mai mult decît primul rîs.

- Treier fără greier / Parcă ăsta-i treier? / Greier fără treier / Parcă asta-i greier?

### Litera S
- Un sforar a dat sfoară-n țară că i-au furat rufele de pe sfoară, a tras lumea pe sfoară, a fost legat c-o sfoară și-acum sforăie de se omoară. (C. Dragomir)

- Un sas cu glas de bas cam gras și ras pe nas stă la taifas de-un ceas la parastas despre un extras din pancreas.

- Spre sfînta sa soră Suzana se suie / Spășită din suflet suspinu să-și spuie / Și-n susul sarcastic suspinu-și șoptește / Și-odată pe scara sucită se oprește.

- Soră Sară, n-ai sărit aseară să vezi carnea cum se sară?

- Sisoie se suie seara sus să sară scara singur.

- Stan sta-n castan. Stanca sta-n castan ca Stan.

- Stella se uita la stele, Ella scrie-n sailt la Stella, Stella vreu și eu o stela, roaga Stella un baiat.

- O sapa lată, două sape late, șapte sape late ș-alte șapte sape late.

- Stanca sare punând sare în sarmale.

### Litera Ș
- Știu că știi că știuca-i știucă. Dar mai știu că știi că știuca-i pește. Și că știuca se mănâncă. Și că știuca se prăjește.

- Știu că știi că știuca-i pește, dar mai știu că știi că știuca-i știucă.

- Știu că știu că știu că-i știucă și mai știu că știuca mușcă.

- Șase sași în șase saci soseau pe șosea, șase sași în șase saci în șase sate.

- Și-n sus și-n jos de casa sa, cosește sasul și-n șosea.

- Cosașul Sașa când cosește, cât șase sași Sașa cosește.

Și-n sus și-n jos de casa sa, cosește Sașa și-n șosea.
- Și șase case Sașa-și știe.

- Ce șansă!… Sașa-și spuse sieși…
- -Spune-mi cine sosește pe șosea?

- Pe șosea sosește un sas cu un sac și aici mai sunt șase sași cu șase saci.
- Cum? pe șosea sosește un sas cu un sac și aici mai sunt șase sași cu șase saci.
- Da, pe șosea sosește un sas cu un sac și aici mai sunt șase sași cu șase saci!
- Aha, dacă pe șosea sosește un sas cu un sac și aici mai sunt șase sași cu șase saci, deci vor fi șapte sași cu șapte saci.
- Eu l-aș certa dacă l-aș ști laș.

- Ursul ursește; creanga trosnește; toporul pocnește; găina cotcodăcește.

- Sașiul stă pe șasiu și șușotește.

- Șase sași cosași cosesc șase saci săsești.

- Șase sute șaizeci și șase de sași în șase sute șaizeci și șase de saci.

### Litera T
- Nu-i greu a zice titiridva tidva, da-i greu a destitiridvi titiridvitura titiridvei tidvei.

- Unui tîmplar i s-a-ntîmplat o întîmplare. Alt tâmplar, auzind de întâmplarea tâmplarului de la tâmplărie a venit și s-a lovit cu tâmpla de tâmplăria tâmplarului cu întâmplarea.

- Triedru tridreptunghic.

- În trecut, un trecător cu trecere, neîntrecut, s-a oprit în treacăt, să treacă printr-o trecătoare neîntrecută până atunci decât de o trecătoare cam trecută.

- O întâmplare întâmplătoare s-a-ntâmplat din întâmplare.

- O-ntâmplare-ntâmplatoare,

S-a-ntâmplat din întâmplare: 
Că tâmplarul a tâmplat... 
Pe tâmplariță... 
Drept în cap a nimerit-o... 
Și-a tâmpit-o!
- S-a-ntâmplat o-ntâmplare pe strada-ntâmplării:

tâmplarul s-a lovit cu tâmpla de tâmpla tâmplăresei!
- În tâmplăria unui tâmplar s-a întâmplat o întâmplare. Alt tâmplar, care, din întâmplare, auzise de întâmplarea întâmplată tâmplarului, s-a dus să vadă ce i s-a întâmplat tâmplarului în tâmplărie și, din întâmplare, s-a lovit cu tâmpla de tâmpla tâmplarului și a tâmpit.

- Dacă s-o întâmpla să se întâmple întâmplător vreo întâmplare și ne-am întâmpla de față la întâmplarea care s-o întâmpla să se întâmple, o să zicem că s-a întâmplat o întâmplare întâmplătoare și din întâmplare nu s-a întâmplat să oprim ce era să se întâmple... (Victor Ion Popa, Cuiul lui Pepelea)

- Stă trântit Tândală-n tindă. Trândav trântorul se-ntinde.

### Litera Ț
- Țânțarul soț însoți soața țâțâind sancționând înțepând nesățios.

- Un țap țintat în frunte țintește într-un țânțar, țânțarul îl înțeapă pe țap în ținta din frunte.

### Litera V
- Prin Vulturi vântul viu vuia.

- Vara, vineri-de-vineri, venerabilul veteran vrâncean, Vartolomeu Velisarie-Vulturescu vinde vanitos vechi vindiacuri vătuite veroșilor vânători vasluieni, vociferând vehement validitatea vânării vulpilor vârstnice.

- Am o vâjâitoare care vâjâie ca un avion vâjâitor. Vâjâie tare vâjâitoarea, dar mai tare vâjâie avionul vâjâitor.

- Vânturai vara mălai, vânturunga punga lungă.

- N-am venit că am venit, am venit că n-am venit.

- Într-o zi am visat că visam, și în visul visului visam că visam...(Alvaro Menendez Leal, Scurte povestiri fantastice)

- Mama-i vie și-i în vie, vie cine-o fi să vie. (Titus Popovici Setea)

- Vărul meu Vasile pe nevrute s-a lovit c-un vas în frunte.

- Vinerea viitoare verișoara Veruța vine în vacanța de vară la Văleni la verișoara Viorica s-o vadă vinerea viitoare.

### Litera Z
- Cele șapte muze cu priviri de zuze scriu, ca să se amuze, versuri andaluze!

- Șase călăuze încearcă s-acuze cinci femei lehuze că ar fi farfuze.

- Cinci fine meduze, geometrii confuze, cu unghiuri obtuze și ipotenuze!

- Patru buburuze, roșii archebuze, bâzâie ursuze zburând pe peluze!

- Trei babe mofluze fără dinți și buze trag turte pe spuze, fără să se scuze.

- Două autobuze lovite de-obuze au lumini difuze și defect la diuze.

- Una din ecluze la uși cu mezuze luptă cu taluze punând-și ventuze.

- O barză brează face zarvă pe-o varză.

- Boul breaz, bârlobreaz, lesne-a zice boul breaz, dar mai lesne-a dezbârlobrezi bârlobrezitura din boii bârlobrezenilor

- Zece broaște-n baltă zac

Și adună apă-n sac.  
Dacă balta o să sece  
Să rămînă saci vreo zece.  